# 심소략
심소략(沈昭略, ? ~ 499년)은 중국 남북조 시대 남조 제나라의 정치인이다. 오흥군 무강현(吴興郡 武康縣, 지금의 저장성 덕청현) 출신이다.
남조 송나라의 태위(太尉) 심경지(沈慶之)의 손자이고, 남조 송나라의 시중(侍中) 심문숙(沈文叔)의 아들이며, 남조 제나라의 시중(侍中) 심문계(沈文季)의 조카이다.

## 가계
- 조부 : 심경지(沈慶之) - 남조 송나라의 시중(侍中) · 태위(太尉)
  - 부 : 심문숙(沈文叔) - 남조 송나라의 시중(侍中)
  - 숙부 : 심문계(沈文季) - 심문숙(沈文叔)의 동생, 남조 제나라의 시중(侍中)

## 생애
남조 제나라 때 임해태수(临海太守), 어사중승(御史中丞)을 거쳐, 시중(侍中)에 올랐다. 태상(太常)에 추증되었다.
여섯 명의 보정대신 중 서효사(徐孝嗣)와 심문계(沈文季)는 문인 출신으로 병사들을 보유하지 않은 까닭에 약간 더 오래 살 수 있었습니다. 어떤 사람이 서효사에게 소보권이 출성해 정신없이 놀 때 성문을 닫고 대신들을 모아 폐위하자는 안을 내놓았습니다. 이들의 모반을 두고 일부 사가는 중국의 속담을 인용하여 이같이 비웃었습니다.

“서생의 모반은 착실히 준비해도 성공하지 못한다!”

머뭇거리며 결단하지 못하는 것을 지적한 것입니다. 결국 서효사는 마지막까지 결단하지 못했습니다. 당시 심문계 역시 노환을 이유로 병가를 얻어 조정에 나가지 않았습니다. 그의 조카 시중 심소략(沈昭略)이 말했습니다.

“숙부는 나이가 60이고, 관직이 복야에 이른 까닭에 화를 면할 길이 없습니다!”

심소략의 우려에도 심문계는 웃으며 아무 말도 하지 않았습니다. “죽은 돼지는 끓는 물을 두려워하지 않는다”는 중국 속담처럼 심문계는 이미 최악의 상황을 각오하고 있었습니다.
즉위한 지 열 달이 지난 499년 10월, 소보권이 심문계 및 심소략 등 세 명에게 속히 입궁하여 조정 대사를 논하자는 내용의 조명을 내렸습니다. 이들이 궁문에 들어오자 여법진이 독주를 내렸습니다. 심소략이 대로해 서효사를 꾸짖었습니다.

“혼군을 폐하고 명군을 옹립하는 건 고금의 법칙이오. 재상이 재간이 없어 마침내 오늘과 같은 일이 빚어지고 말았소!”

평소 주령이 큰 서효사는 독주를 1말이나 마신 뒤에야 숨을 거두었습니다.— 담수 <서생의 모반은 착실히 준비해도 성공하지 못한다!>

## 같이 보기
- 심경지
- 심문숙
- 심문계
- 소보권
- 심약
- 심군리
- 심흠
- 심각

## 참조
- 《담수》(談藪)
- 《남제서》(南齊書)
- 《남사》(南史)